# Conair
Conair ist einer der weltweit größten Hersteller von Haushaltsklein-, Textilpflege- und Wellnessgeräten mit Sitz in East Windsor im Bundesstaat New Jersey.

## Geschichte
Conair wurde 1959 vom Self-Made-Milliardär Leandro P. Rizzuto zusammen mit seinen Eltern mit 100 US-Dollar Startkapital als Continental Hair Products in einer Garage in Queens, New York gegründet. Er war bis zu seinem Tod 2017 der Alleineigentümer von Conair. Das erste Produkt war ein Lockenwickler, der von der Familie Rizzuto in deren Haus in Brooklyn handgemacht wurde. Das Unternehmen benannte sich 1976 in Conair um. Seit 1972 war das Unternehmen börsennotiert, bis es sich 1985 im Rahmen einer fremdfinanzierten Übernahme von der Börse zurückzog. Im Jahr 1995 war Conair das erste Unternehmen, das Haarbürsten in Massen im Einzelhandel anbot. 2002 schloss Conair einen Lizenzvertrag mit Weight Watchers, das es dem Unternehmen unter anderem erlaubte, Waagen unter der Marke Weight Watchers zu verkaufen.

### Übernahmen
Conair übernahm in seiner Firmengeschichte unter anderem:
- 1973 Jheri Redding Products, spezialisiert auf Shampoos und andere Haarpflegeprodukte für den Gebrauch in Friseursalons
- 1989 den amerikanischen Küchengerätehersteller Cuisinart
- 1995 die französischen Haarpflegegerätehersteller BaByliss und Jilbère de Paris
- 1996 das auf Mundpflege spezialisierte Unternehmen Interblak vom bisherigen Eigentümer Bausch & Lomb
- 1998 den Premium-Küchengerätehersteller Waring
- 2002 die Marke Pollenex, unter der Wellnessduschbrausen und Massageprodukte verkauft werden
- 2004 die auf Personenwaagen spezialisierte Marke Thinner Scales
- 2006 die Franzus Company und schuf dabei die Marke Travel Smart by Conair, unter der unter anderem Produkte für den Reisebedarf von Taschen über Funkuhren bis hin zu Spannungsadaptern angeboten werden
- 2007 den Taschenhersteller Allegro
- 2022 die Vertriebsrechte von Braun für den Bereich Haarpflege

## BaByliss

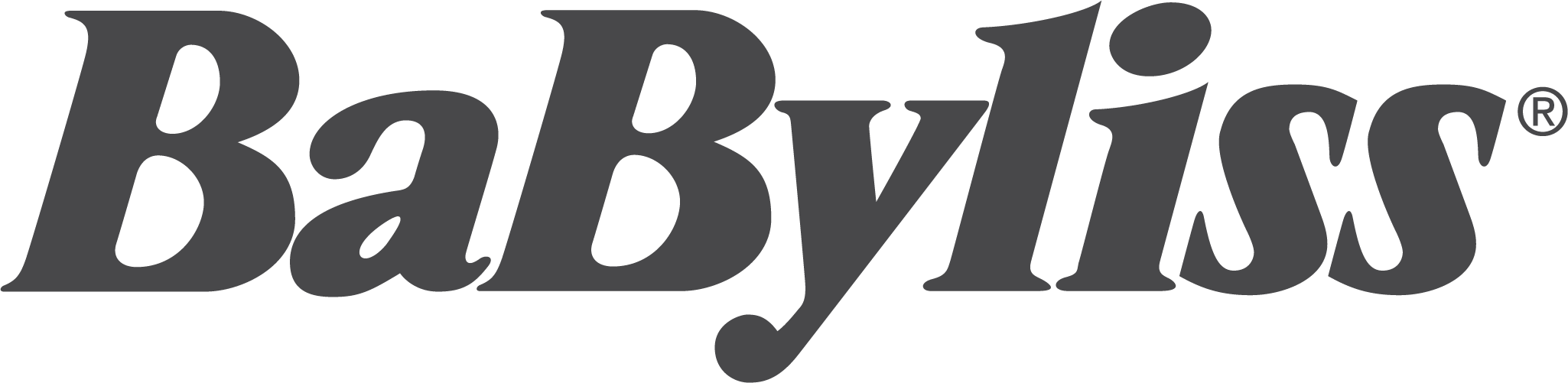
Logo von BaByliss

Die Tochtergesellschaft BaByliss wurde 1961 in Paris gegründet und stellt Haartrockner sowohl für Privatkunden als auch welche für den professionellen Einsatz in Friseursalons her und war ursprünglich eine eigenständige Firma, ehe sie 1995 zusammen mit Jilbère de Paris von Conair übernommen wurde. Darüber hinaus produziert BaByliss auch Produkte zur Haarentfernung und Wellnessprodukte. 

## Marken

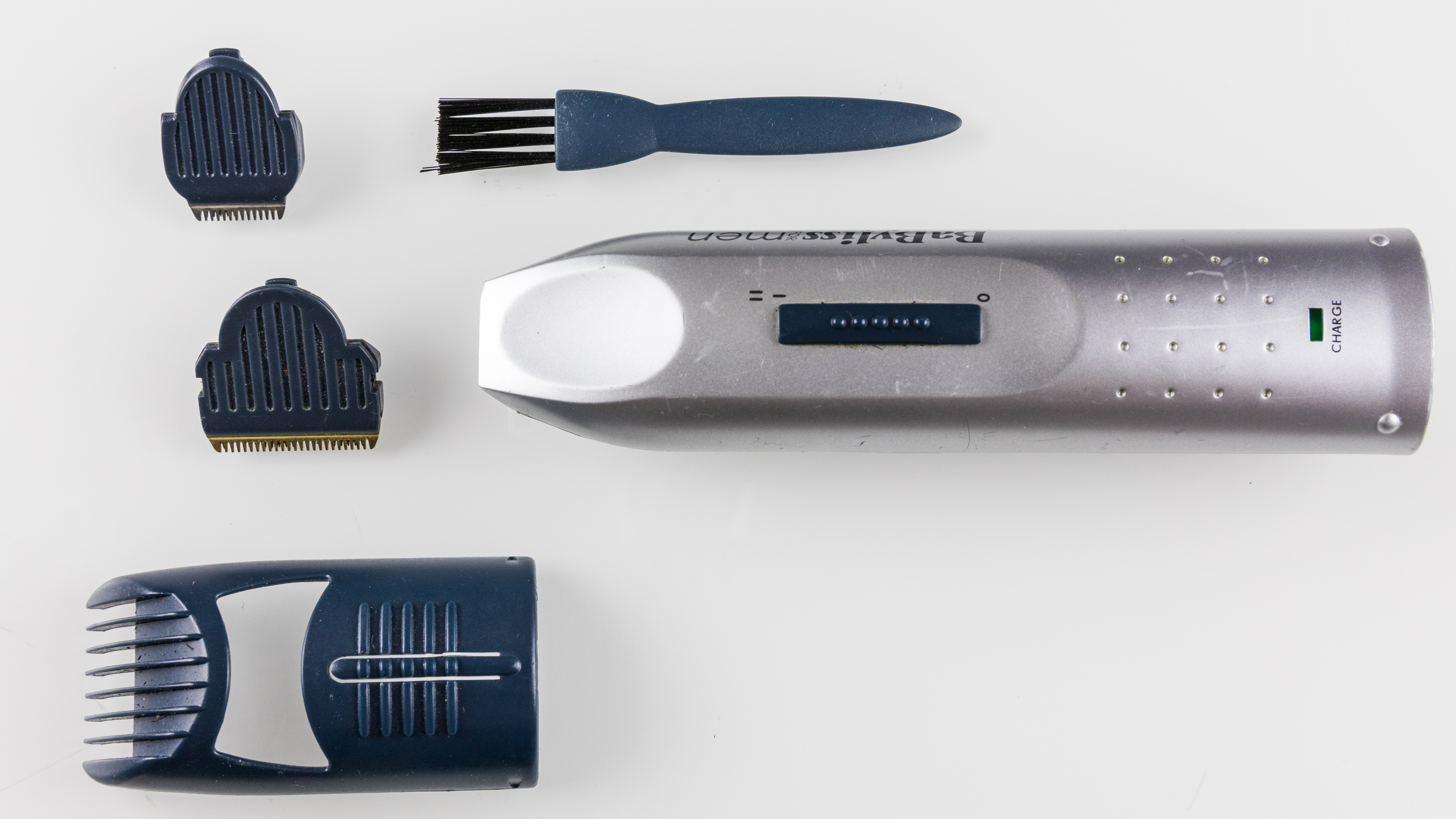
Haarschneidemaschine von BaByliss

Zu den Marken des Conair-Konzerns zählen unter anderem:
- BaByliss
- BaByliss Pro
- Conair
- Cuisinart
- Scünci
- RUSK

## Trivia
Etwa 95 % der Haushalte in den USA besitzen mindestens ein Produkt von Conair; in Frankreich besitzen etwa 80 % der Haushalte ein Produkt der Conair-Tochter BaByliss.